# Ecnomus furcatus
Ecnomus furcatus is een schietmot uit de familie Ecnomidae. De soort komt voor in het Oriëntaals gebied.